# Cosma Foot
Maillots
Le Cosma Foot est un club guyanais de football fondé en 1995 et basé dans la commune de Saint-Laurent-du-Maroni.
Le club joue ses matchs à domicile au Stade René Long, doté de 2 258 places.

## Entraîneurs du club
- Glenn Woerdings[2]